# Recht, nicht Rache (Buch)
Recht, nicht Rache. Erinnerungen ist eine Sammlung von wahren Geschichten, verfasst von Simon Wiesenthal.

## Überblick
Das Werk entstand nach seinen eigenen Erlebnissen, die er nach seiner Befreiung aus dem Konzentrationslager Mauthausen im Mai 1945, als er sich seiner Lebensaufgabe, der „Suche nach Gerechtigkeit für Millionen unschuldig Ermordeter“ widmete, niederschrieb.
Das Buch erschien im Jahr 1988 unter anderem im Ullstein Verlag in Berlin und 1990 in der 7. und die Neuausgabe 1995 bereits in der 3. Auflage. Es erfuhr Übertragungen ins Englische (Justice not vengeance, 1989), ins Polnische (Prawo, nie zemsta, 1992), ins Tschechische und Slowenische (1994), ins Dänische (1991) und ins Spanische (Justicia, no venganza, 1991). Simon Wiesenthal erzählt in dieser Sammlung von seinen bedeutendsten, markantesten und interessantesten Jagden nach NS-Verbrechern und von erlebtem Antisemitismus. Es gibt zu diesem Buch auch eine gleichnamige Verfilmung.

## Inhalt im Überblick
Recht, nicht Rache ist eine Sammlung von 49 Geschichten in 49 Kapiteln, die sich zwar mit unterschiedlichen Themen befassen, jedoch einen gemeinsamen Kern aufweisen. Sie handeln von verschiedenen Typen von Nationalsozialisten. Sie spiegeln deren Merkmale wider und es wird erklärt, warum genau dieser Typ für diese spezielle Aufgabe im NS-System eingesetzt wurde, wozu er fähig war und was er nicht hätte tun können. In einigen Kapiteln erzählt Wiesenthal von der Verfolgung von NS-Größen wie Adolf Eichmann, Josef Mengele oder Franz Stangl. Die meisten Kapitel handeln allerdings von den „kleinen“ Nationalsozialisten unterschiedlichster Couleur, die Verbrechen verübten, ohne dass sie dazu veranlasst worden wären. 
Einige wenige Kapitel handeln von Nationalsozialisten, die sich nichts zu Schulden kommen ließen; die nach damaligem Recht handelten, ohne dabei jemandem Schaden zuzufügen. Simon Wiesenthal stellt klar, dass Nationalsozialist nicht gleich NS-Verbrecher war. Er bedankt sich gar bei jenen, die die Opfer menschlich behandelten und trotz der schwierigen Lage nicht schuldig wurden. Er zeigt auf, wie er versucht, die NS-Verbrecher mit aller Kraft der gerechten Strafe zuzuführen. In aller Kürze werden Bruchstücke aus Simon Wiesenthals Leben während der NS-Zeit eingefügt, um dem Leser seinen Standpunkt zu verdeutlichen.

## Kommentare
Jacob Heilbrunn schreibt im Commentary Magazin dazu unter anderem:"In seinen Memoiren, die Furore auslösten, als sie in Österreich (wo er heute lebt) im Jahr 1988 herauskamen, erkundet W. das Fehlen von Reue bei den ehemaligen österreichischen Nazis bezüglich der Vergangenheit ihres Landes. Das ist keine Autobiografie im engeren Sinne....sondern Wiesenthal zeigt hier seine Art der Verfolgung von Kriegsverbrechern im Netz der österreichischen Politik. Seinen Höhepunkt erreicht das Buch Justice Not Vengeance in einer Erzählung von seinem Kampf mit dem österreichischen Kanzler Bruno Kreisky...."

## Adaption
Recht, nicht Rache ist die fast dreistündige Verfilmung des Buchstoffes aus dem Jahr 1989. Er erzählt die Lebensgeschichte des Nazijägers Simon Wiesenthal mit Ben Kingsley in der Hauptrolle. Die Regie hatte Brian Gibson.